# Эзино-Ларио
Эзино-Ларио (итал. Esino Lario) — коммуна в Италии, располагается в регионе Ломбардия, в провинции Лекко.
Население составляет 798 человек (2008 г.), плотность населения составляет 44 чел./км². Занимает площадь 18 км². Почтовый индекс — 23825. Телефонный код — 0341.
Покровителем коммуны почитается святой мученик Виктор Мавр, празднование 8 мая.

## История
Муниципалитет Эзино-Ларио был создан в 1927 году путём слияния муниципалитетов Нижнего Эзино и Верхнего Эзино.

### Древняя история, кельты, римляне

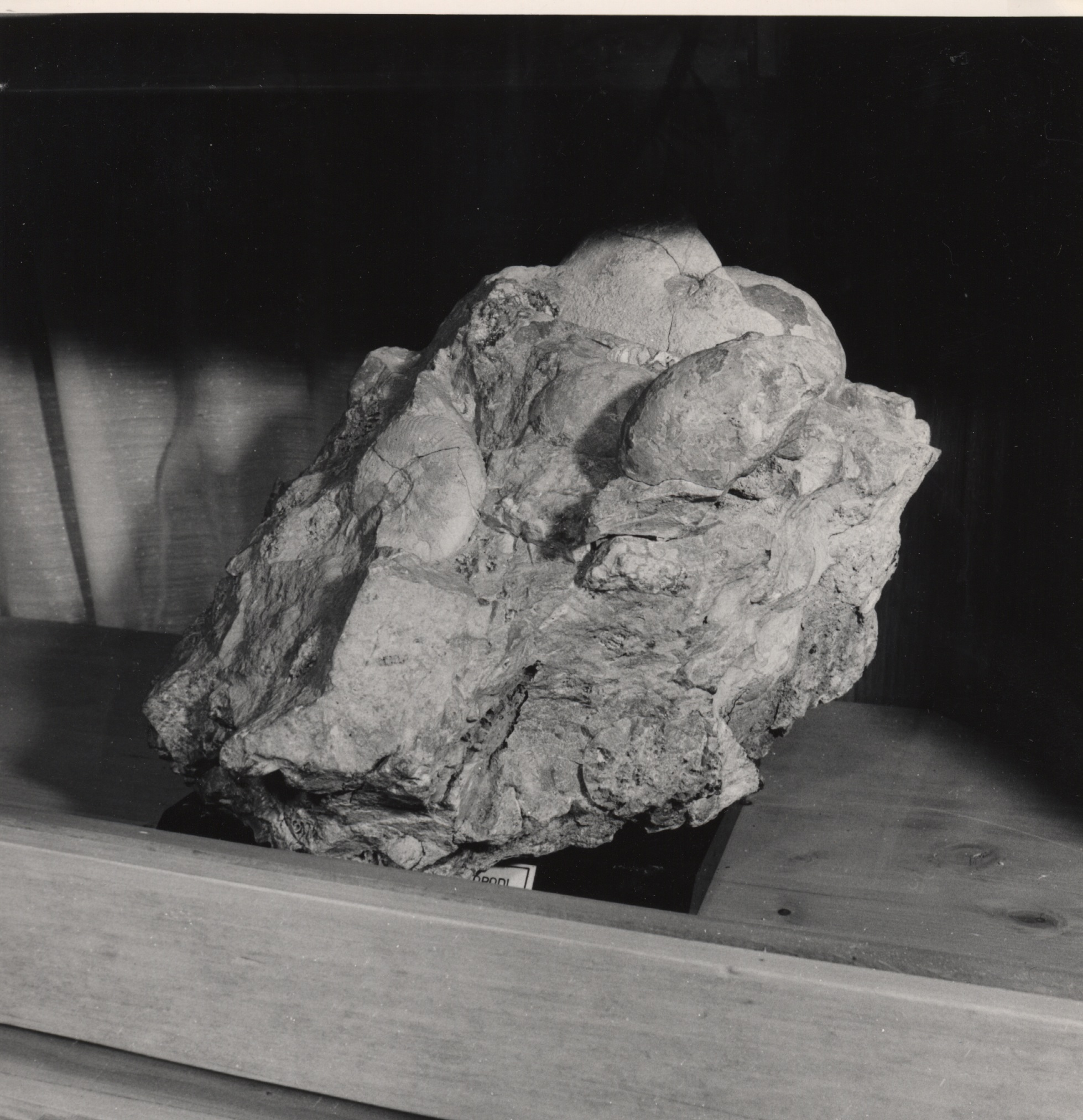
Окаменелости, выставленные в музее Grigne.

Последнее оледенение, прошедшее в четвертичный период, называемое также «вюрмским оледенением» из-за обнаружения окаменелостей на одноимённой реке в Баварии (см. Последняя ледниковая эпоха), началось 70 тысяч лет назад и весьма сильно изменило рельеф местности, создав обширные террасы на горах, изменив сами очертания гор вокруг и оставив ледниковые морены. Ландшафт Эзино-Ларио с присущими этому региону пещерами, окаменелостями и впадинами свидетельствует об активном процессе орогенеза, и, из-за своего исключительного интереса и местоположения был изучен европейским учёными в начале второй половины XIX века. Присутствие человека на территории коммуны, согласно научным поискам, подтверждено с конца неолита. Археологические находки в Эзино регулярны, начиная с исторического слоя, относящегося к V веку до н. э., и показывает тот факт, что данный район являлся перекрёстком важных путей: одна дорога шла от восточного побережья озера, доходила до Колико и долин Эдда и Имера; другая дорога забиралась высоко в горы к Ортанелле (в настоящий момент — муниципальная часть Эзино) и достигала Вецио и Беллано. Именно этим объясняется важность отдалённой деревушки для местного сообщества тех веков. С течением времени, по финансовым причинам, возникли и иные малые дороги. Археологические находки свидетельствуют о многочисленных захоронениях и кельтских некрополях в Эзино-Ларио. Дорога была важным стратегическим объектом для воинов-пасторов. Во время римского периода, для самозащиты римских поселений от вторжений варваров, римляне создали защитные линии, державшие связь друг с другом костровыми огнями ночью и
дымами костров днём. Замок Эзино, в настоящее время развалины башни которого хорошо сохранились — был одним из укреплённых пунктов защитной цепи Римской империи. Другие археологические находки захоронений подтверждают эти данные. В то же время, судя по всему, в районе возникают первые простые церковные постройки.

### Эпоха Лангобардов
По мере заката Римской империи, после доминирования Одоакра и герулов и готов-теодориков, Византийская империя завоевала Италию в ходе долгой и кровопролитной войны. Сразу после этого, Лангобарды вышли из Фриули и в 569 году завоевали Милан. Византийский контингент, под командованием magister militum Франкиона, защищал Эзино-Ларио, в надежде спастись от лангобардских войск. Они оказывали сопротивление в течение 20 лет, избежав обширных репрессий, последовавших за смертью короля Альбоина, и приветствуя на своей земле беженцев из Рима, особенно богатых. В конце противостояния Франкион был вынужден остаться на пополнение и отдых войск в Комачине и, после полугода осады, сдался.
Ломбардийский король Аутари завоевал территорию, на которой находилась Эзино-Ларио. Ломбардцы позволили местному населению и далее проживать там и возделывать там земли, запросив за это, тем не менее, треть всего производимого населением.

### Свободные муниципалитеты

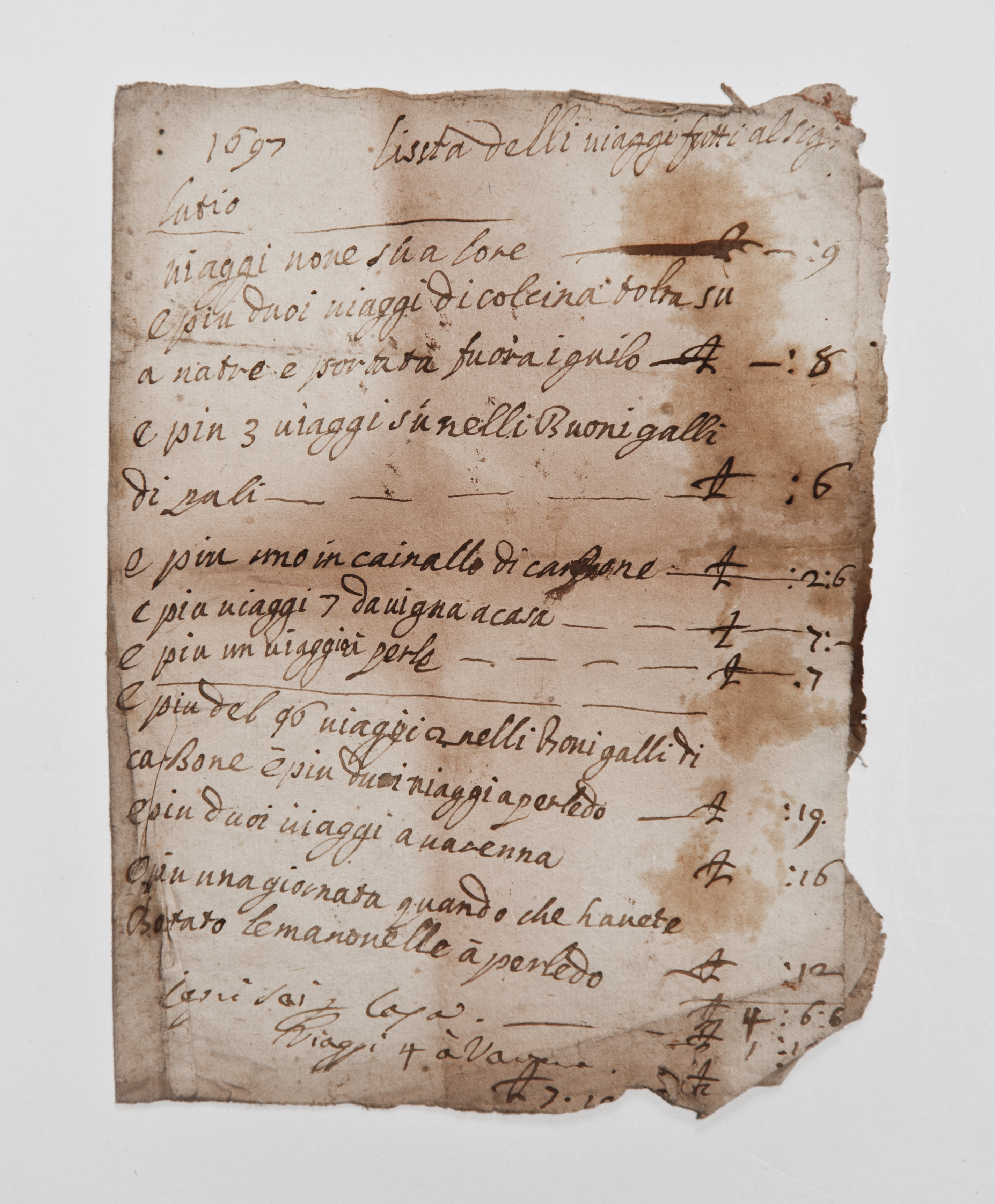
Частный документ из Эзино-Ларио, датированный 1697 годом. Архивы Пьетро Пенца, музей Гринье.

Примерно в конце XII века, с усилением производящего социального класса, по территории всей Европы начали появляться т. н. «свободные коммуны». Одна из них сформировала собой Генеральное Сообщество Валсассины, к которой принадлежала деревня Эзино-Ларио. Были основаны статуты муниципалитета, восходящие своими основами к древнему местному праву.
Каждая деревня управлялась своим внутренним советом, избираемым от глав семей. Представители от деревень двух Муниципалитетов, Верхнего и Нижнего, позднее сформировали Совет Генерального Сообщества, который был основан в Интробьо. Там, во дворце Преторианской гвардии, был сформирован гражданский криминальный суд, который позднее возглавил мэр.

### Испанское владычество
В первой половине XVI века, восточный Ларио находился рядом с полями сражений армий воюющих между собой Испании и Франции. Джан-Джаакомо Медикини, пытаясь основать княжество Комо и завязал войну с Франческо II Мария Сфорца. Беллано был жестоко разграблен и сожжён, голод и бедность свирепствовали в каждой окрестной деревне. Герцог умер, не оставив наследников, и Милан отошёл к Испании в 1535 году. Последовали два века системного и всеобщего обнищания и падения региона: архивы Эзино раскрывают картину жалкого влечения существования населения, давления со стороны властей, постоянного бесправия и разгула бандитизма. Единственными проблесками среди этой тьмы два пасторских визита кардинала Карло Борромео в 1565 и 1582 годах; позднее Борромео будет признан католической церковью святым. Эпидемия бубонной чумы, охватившая Италию в 1629-31 годах, принесла много смертей в Валсассину; в Эзино умерло пятьдесят человек. Наряду со всеми бедами, во всей Италии в середине века были крайне неурожайные годы, из-за чего голод также был постоянным спутником региона. Во второй половине 1600-х годов, невзирая на древние привилегии, Валсассина превратилась в феодальную вотчину.

### Объединение Италии

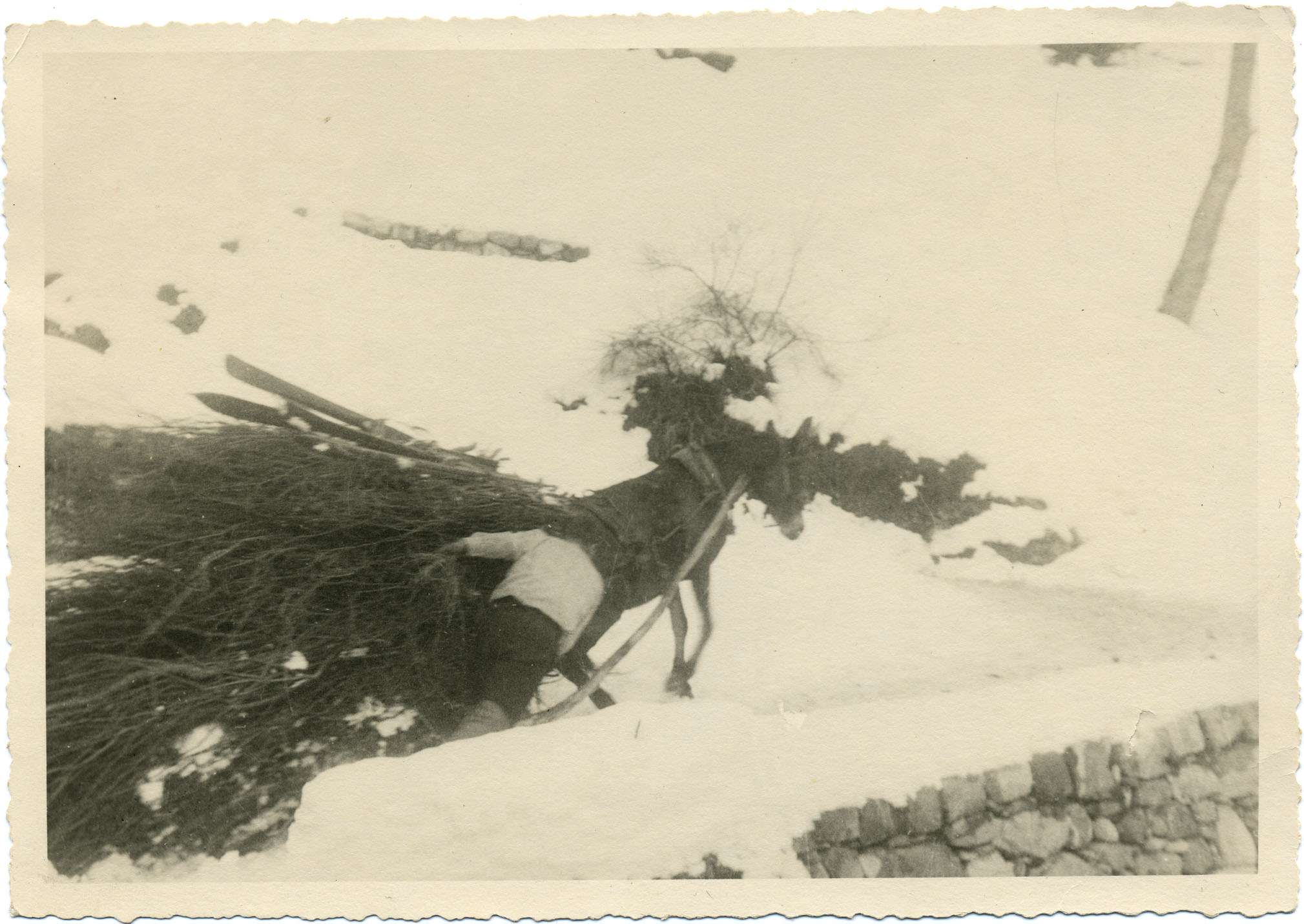
Крестьянин перевозит на муле вязанки хвороста через мост над Виноградником. Фото начала XX века.

Невзирая на малые размеры городка и крайнюю бедность, Эзино участвовал в движении Рисорджименто. После новостей из Милана, где в 1848 году произошло вооружённое восстание, воодушевлённые этими событиями, группа патриотов из Лекко присоединилась к таким же добровольческим соединениям из Эзино-Ларио, и пришла на помощь миланцам через пять дней после начала мятежа. По возвращении австрийцев, самые ярые мятежники содержались под стражей в тюрьме в Беллано. Примерно в 1859 году Эзино с оружием в руках примыкает к соединениям Итальянской национальной гвардии, снаряжая, помимо ополчения, и маршевый оркестр. Пьетро Пенса, молодой итальянец-студент, принимает участие в сицилийской и наполитанской кампаниях в качестве волонтёра, заслужив бронзовую медаль. Первые 50 лет Королевство Италия крайне сложно выживало в экономическом плане — так, древесина, из-за распространения угля, более не требовалась для нужд отопления, и поэтому продавалось только в далекие от Эзино земли.
Таяние ледников прогрессировало, культивированные земли сокращались, и, вскоре, рост населения вынудил итальянцев эмигрировать. Многие итальянцы иммигрировали в страны Латинской Америки и в Калифорнию. Несмотря на такие обстоятельства, в городе были проведены такие работы, как замощение улиц, ведущих в горы и к озеру, на расстояние 20 километров. В конце XIX столетия, и в 1903 году были построены два акведука для создания общественных фонтанов.

### XX век
125 солдат из Эзино погибли в ходе Первой мировой войны, четверо из них были награждены серебряной медалью, и трое — бронзовой. После войны, вадная работа инициировала превращение местной экономики в процветающую — строительство agro-silvo-pastoral, в 1925 году была открыта новая дорога. Объединение двух муниципалитетов, Верхнего и Нижнего Эзино, в один, образовало в 1927 году новый городок Эзино-Ларио, и, с унификацией школ, в регионе начались изменения, окторые были так нужны застоявшемуся обществу. В 1930 году сооружено сегодняшнее кладбище города.
Вторая мировая война откатила все позитивные изменения назад. Партизанская война втянула регион в постоянные боевые действия и, на фоне общего упадка, были особенно заметны усилия местного священника и гражданской администрации по сохранению благосостояния населения региона.
В 1958 году дорога к озеру Комо была расширена и замощена, в 1957 году она была соединена с Ортанеллой. В 1975 году был обновлён акведук.

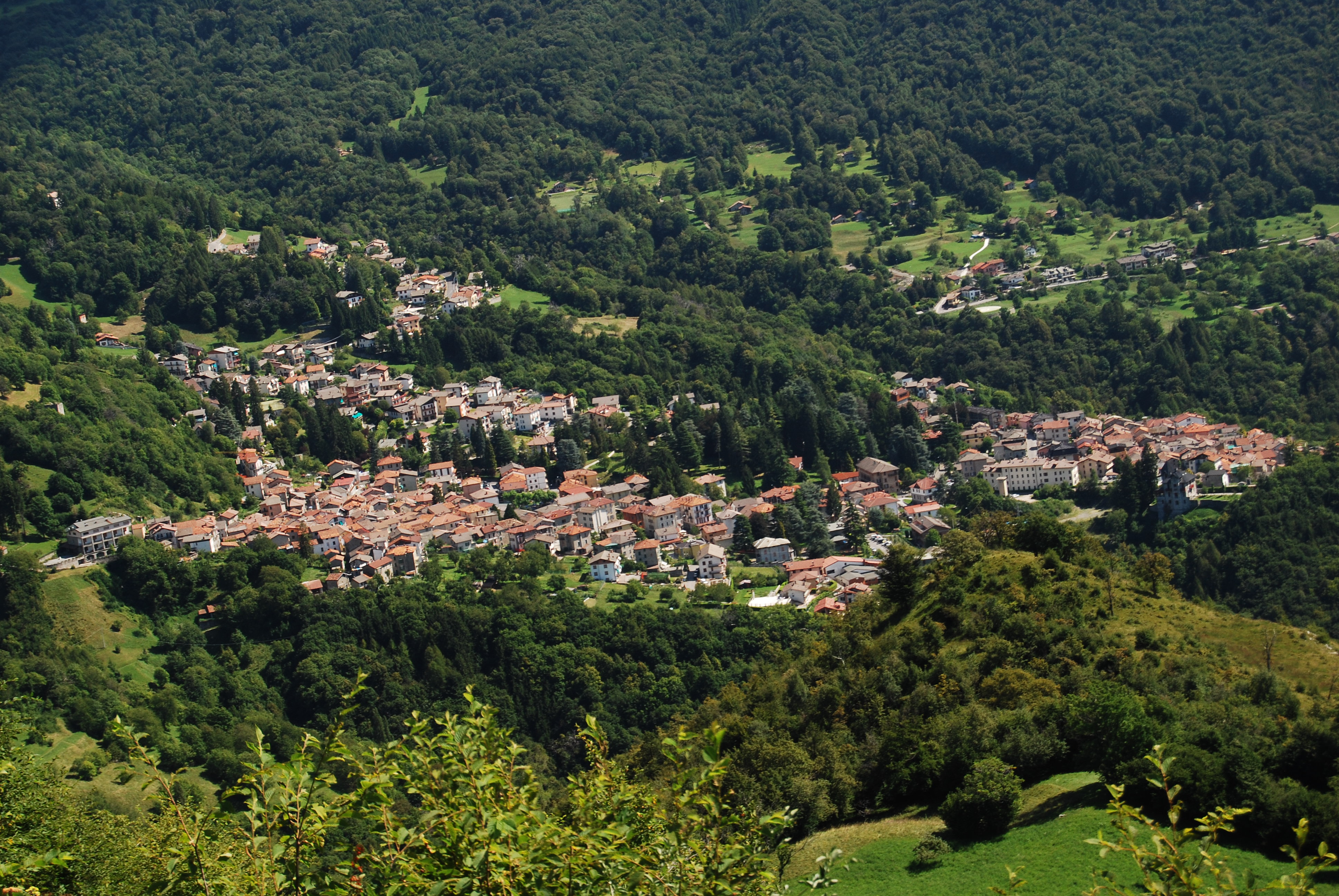
Панорама на городок Эзино-Ларио
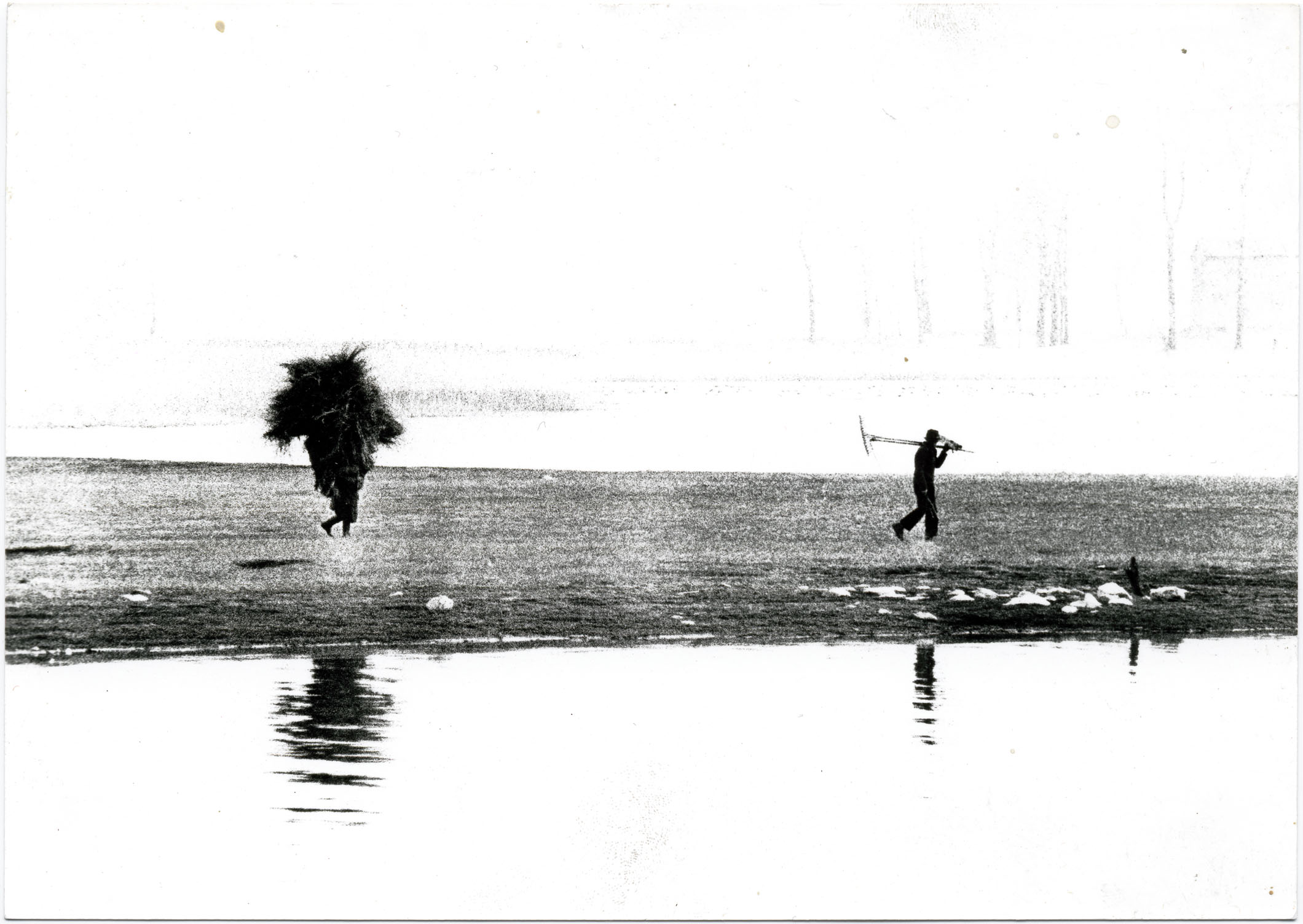
Снимок начала XX века. Переноска хвороста
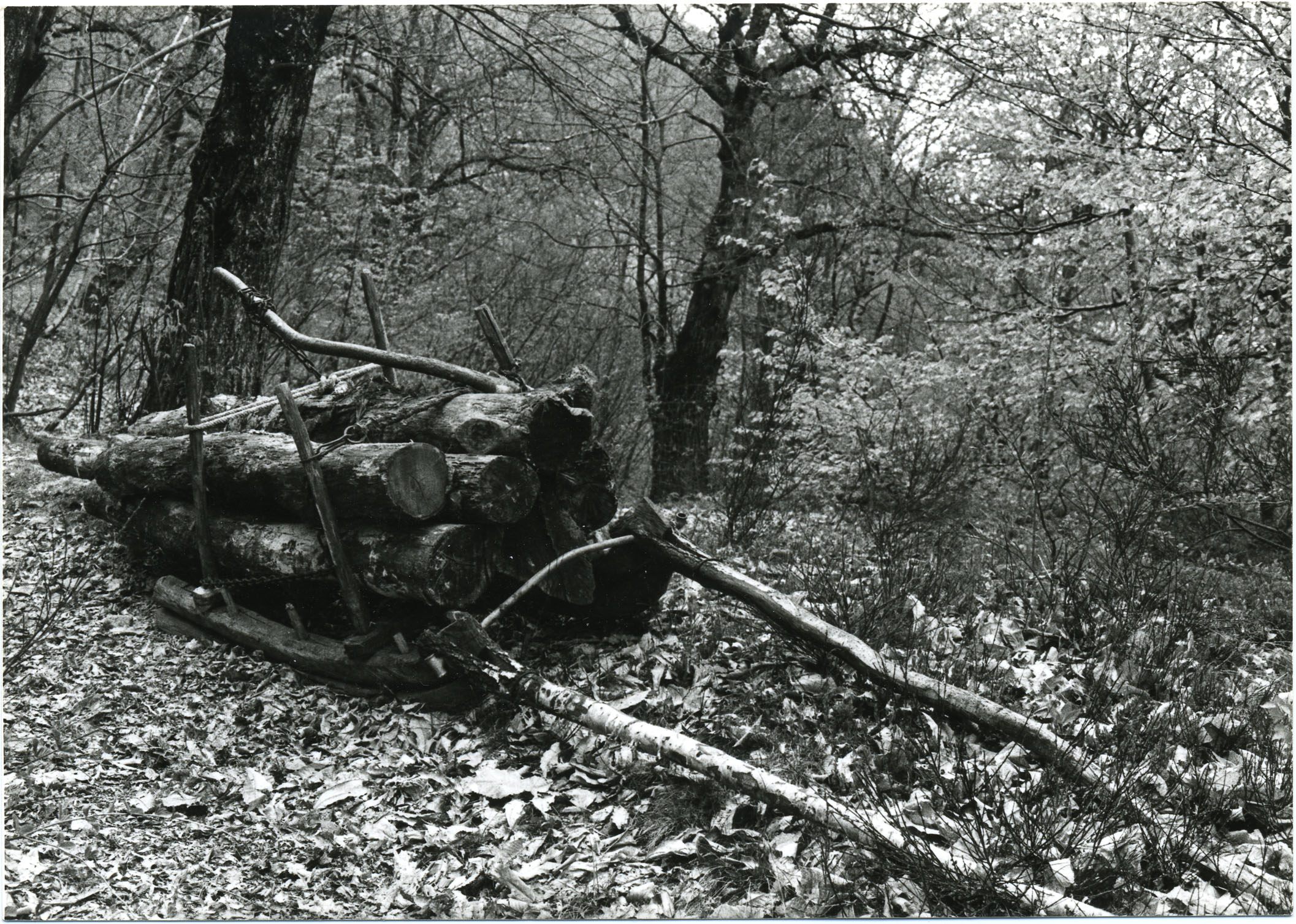
Снимок начала XX века. Санки с бревнами
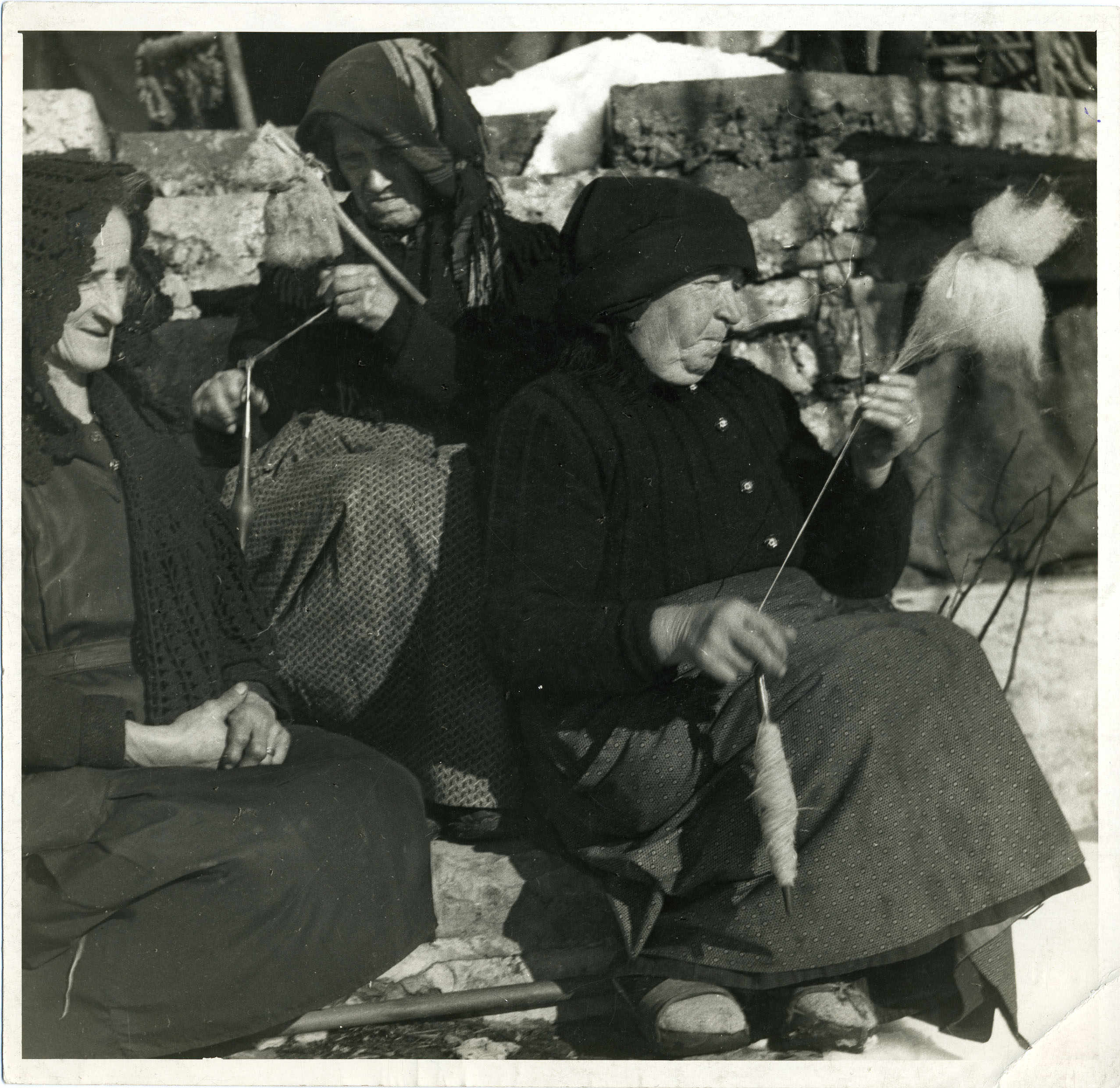
Снимок начала XX века. Женщины прядут шерстяную пряжу.

## Достопримечательности

### Католическая архитектура

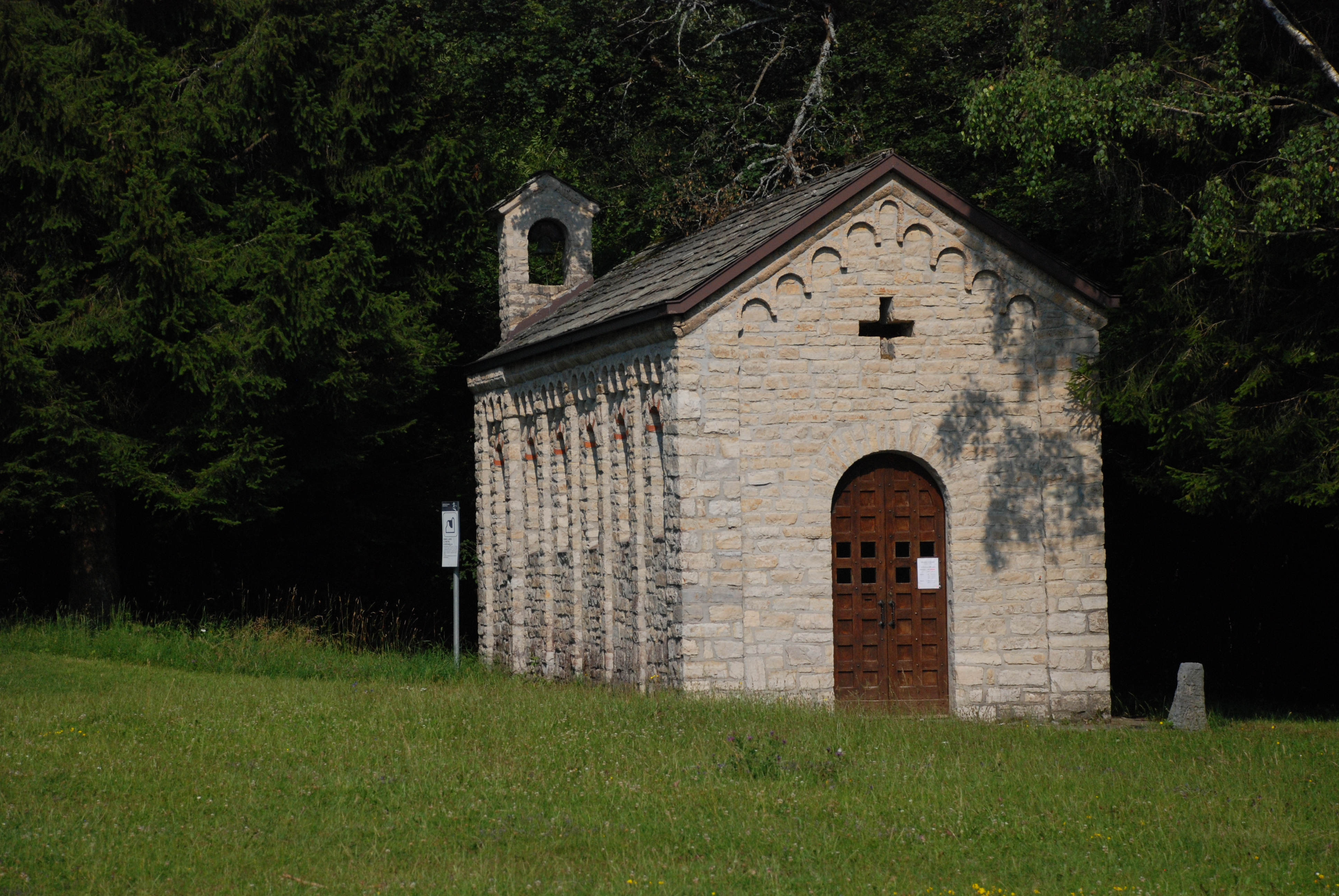
Церковь св. Петра в Ортанелле

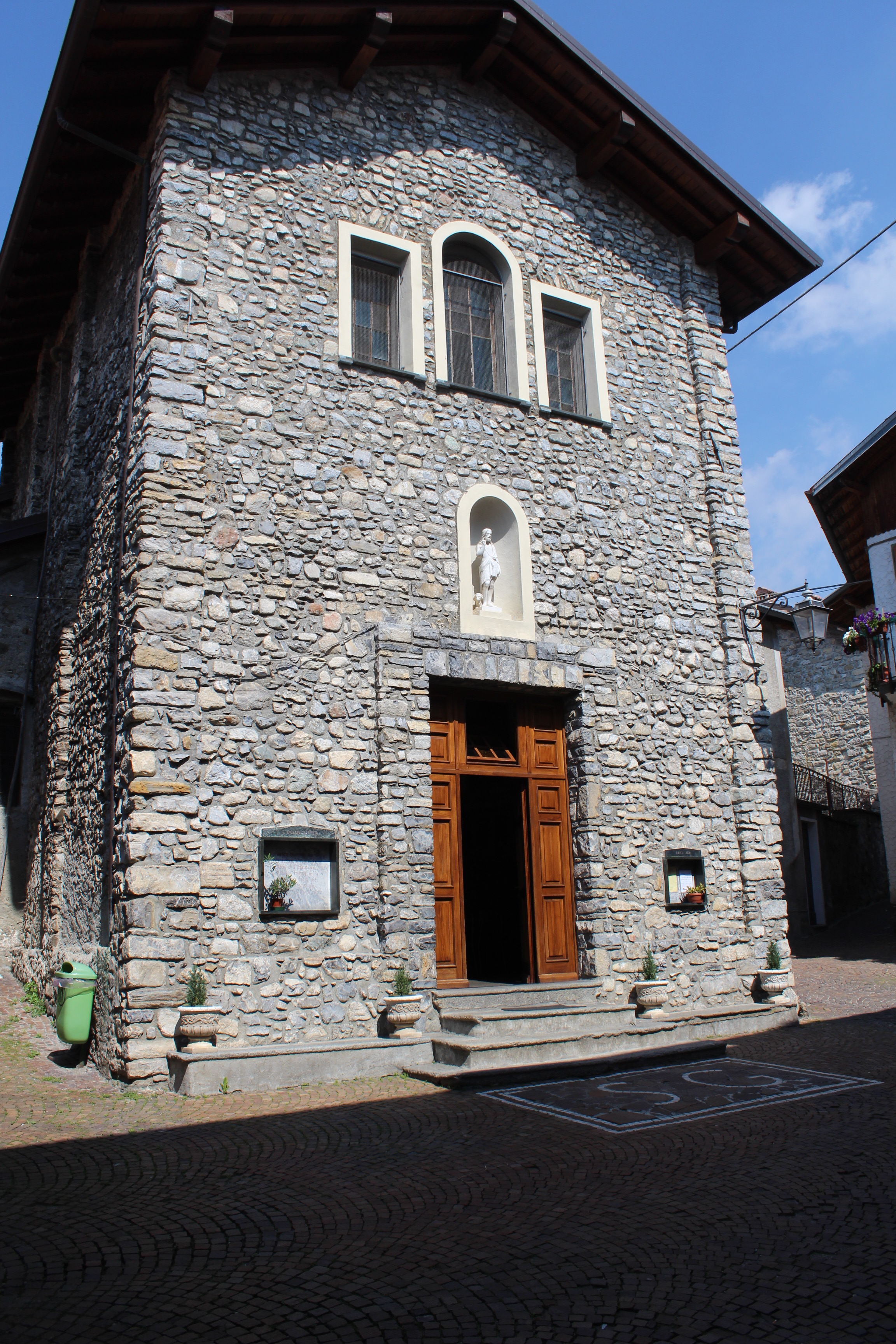
Церковь св. Иоанна в Эзино-Инфериоре

- Приходская церковь св. Виктора мученика, в замке Эзино. Приход св. мученика Виктора датируется XV веком и является частью епархии Милана. В тринадцатом веке, церковь находится в подчинении епархии Варенны, затем, приблизительно в начале XIV века переход под власть епархии Перледо, а затем в XV веке выделяется в самостоятельную епархию, которая была основана в 1455 году[4]. В XIX и XX столетиях приход Эзино был включён в приход и викариат Перледо до 1971 года, когда он был аттрибутирован к дьяконату Альто Ларио[5]. В 1552 году было создано каноническое братство Святого Причастия и в 1662 году — Братство Святого Розария[6]
- Церковь св. Петра в Ортанелле. Данная достопримечательность имеет высокий археологический и исторический статус[7].
- Ораторий св. Николая епископа Братства Святого Причастия. Храм всем павшим на войнах, с останками солдат, погибших в Первую и Вторую мировые войны.
- Дочерняя церковь Святого Иоанна Крестителя в Нижнем Эзино.
- Дочерняя церковь Святого Иоанна Крестителя в Верхнем Эзино.
- Часовня Богоматери недалеко от старой дороги в Верхний Эзино — Варенна.
- Часовня Распятия в местечке Крочефис, недалеко от старой дороги в Верхний Эзино — Перледо.
- Часовня Епископа Сан-Грато в городке Сен Граа, братство Бигалло на дороге в Ортанеллу.
- Часовня Богоматери Снегов в местечке Агуэй.

### Секулярные постройки
- Вилла Клотильда
- Шале «Минуччиа» (итал. Mino Fiocchi)
- FESE, фонтан муниципалитета Верхний Эзино, с мозаикой, изображающей Иисуса с самаритянкой.
- Колодец Сан-Джованни, (итал. Pozzo di San Giovanni), обеспечивающий водой Верхнее Эзино на старой дороге в Варенну.

### Военная архитектура
- Башня Эзино[7]

## Культура и общество

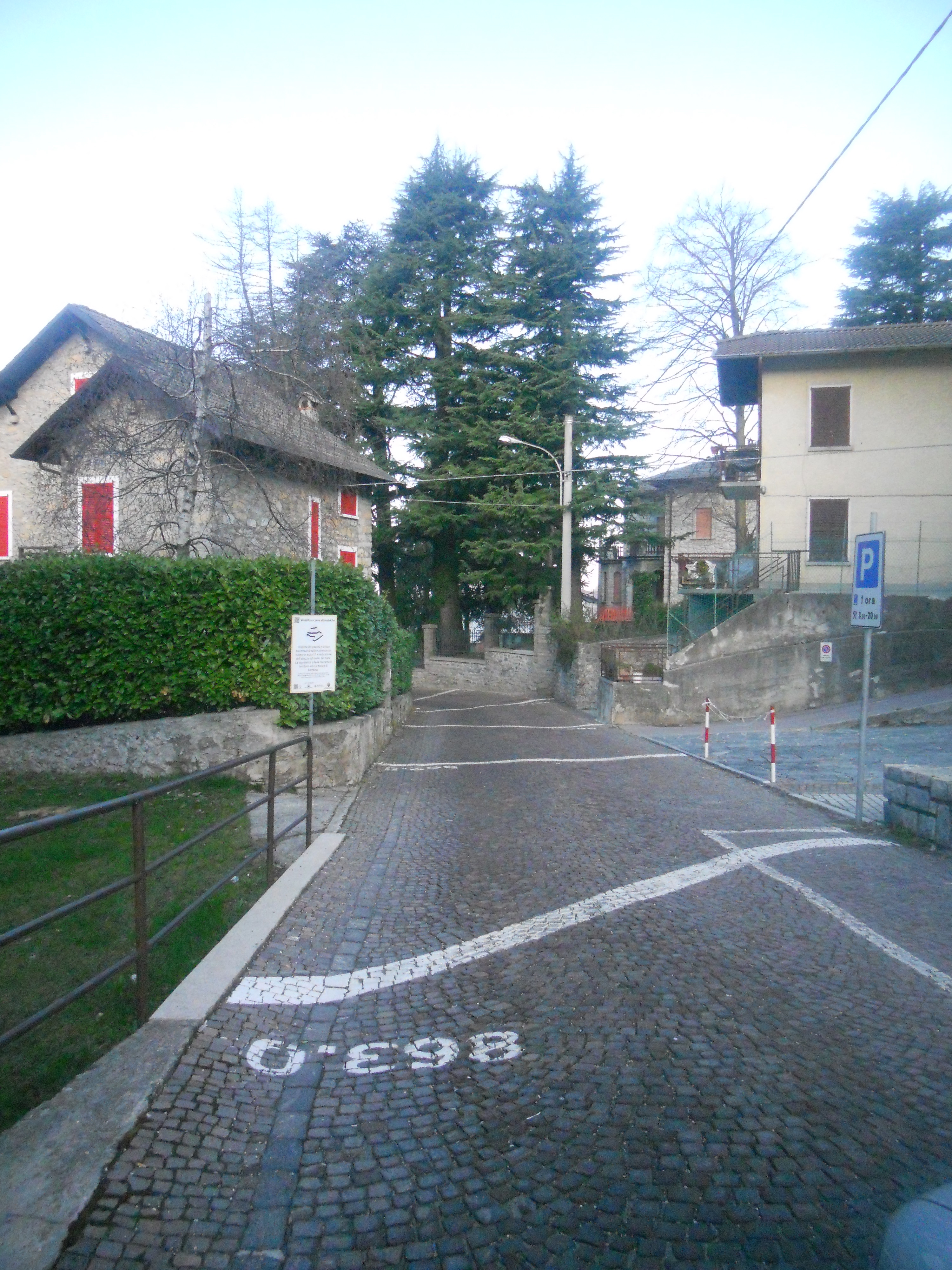
Urban design and site-specific art work in via Montefiori 19 Esino Lario

Вилла Клотильде представляет собой здание в Эзино-Ларио, и служит местному сообществу как туристический офис, общественная библиотека, хранилище Архива Пьетро Пенсы со специализированной библиотекой, посвящённой изучению местной истории, штаб-квартирой Эко-Гринье, части коллекции музея Гринье и выставкой работ современного искусства. Также в вилле некоторое время хранились гобелены работы школы Эзино-Ларио.

### Библиотеки

#### Городская библиотека
Городская библиотека с 2008 года расположена в Вилле Клотильда, по адресу виа Монтефиори, 19. Библиотечное собрание было основано по инициативе местных волонтёров и с 2010 года является частью библиотечной системы провинции Лекко. Специализированная библиотека по местной истории, являющаяся частью архивов Пьетро Пенсы, открыта только для консультаций, и находится в этом же здании.

#### Архивы Пьетро Пенсы
Архив Пьетро Пенсы и Специализированная библиотека местной истории (итал. Archivio Pietro Pensa e biblioteca specialistica di storia locale)
Архив Пьетро Пенсы — частное собрание, расположенное в Вилле Клотильда, и управляющееся организацией Друзья Музея Гринье Онлус (англ. Friends of the Museum of Grigne Onlus). В архиве хранится документация, созданная в промежуток от XIV по XX столетия, а также частная документация инженера, главы администрации и местного историка Пьетро Пенсы. В собрании также хранятся 182 пергамента — документы регионов Валсассина, Эзино-Ларио, Ларио и Валтеллины; книги, фотографии и микрофильмы.

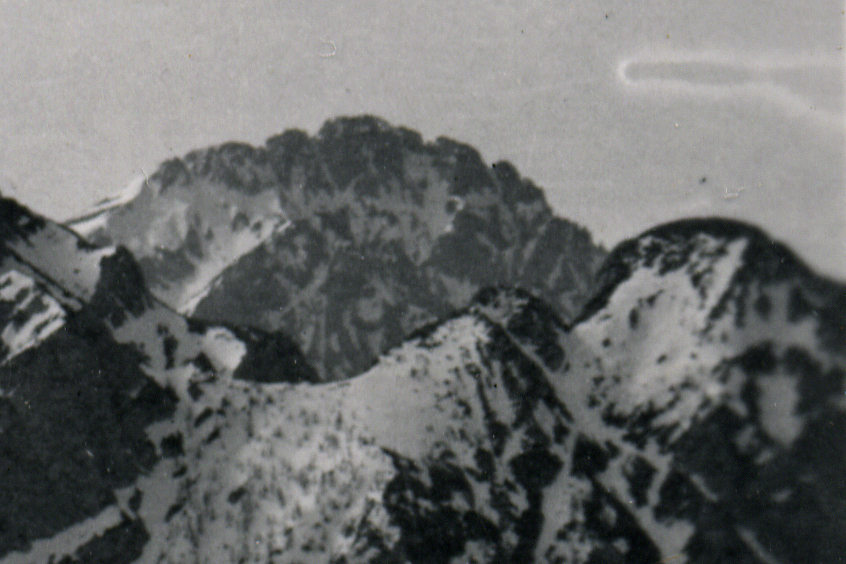
Rossella Biscotti.
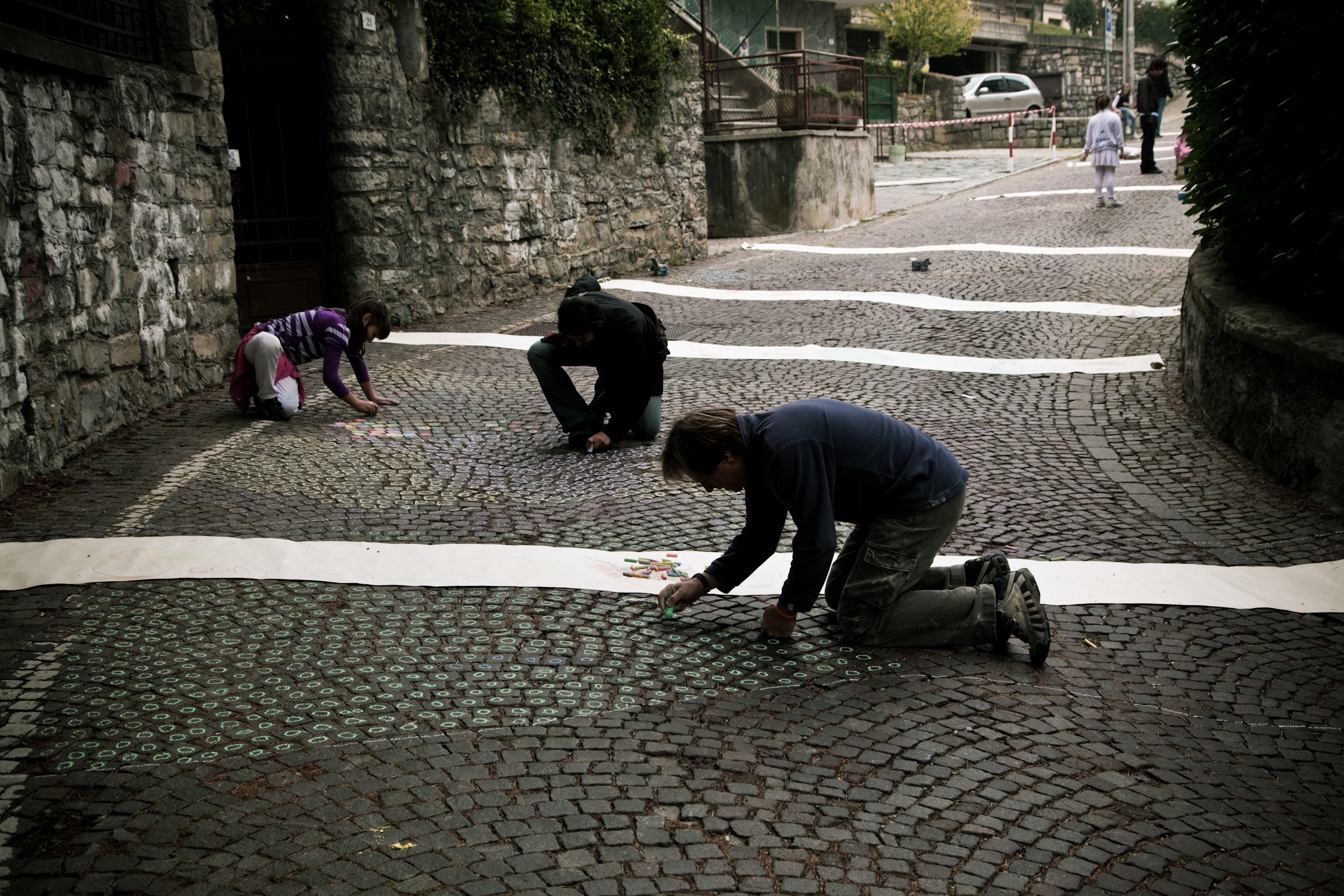
Salottobuono e Mao Fusina.
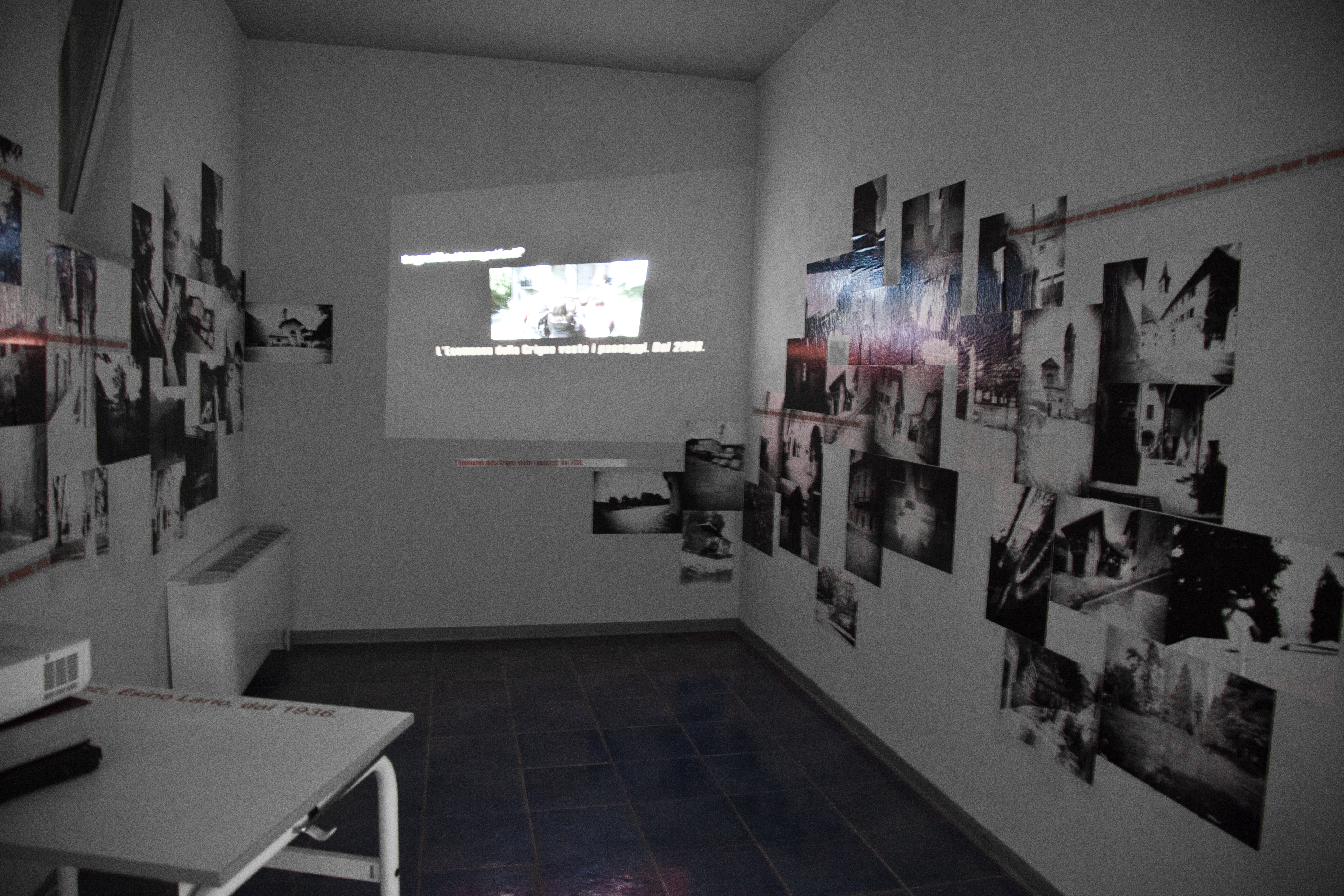
Simply in a Box e Giuditta Nelli.
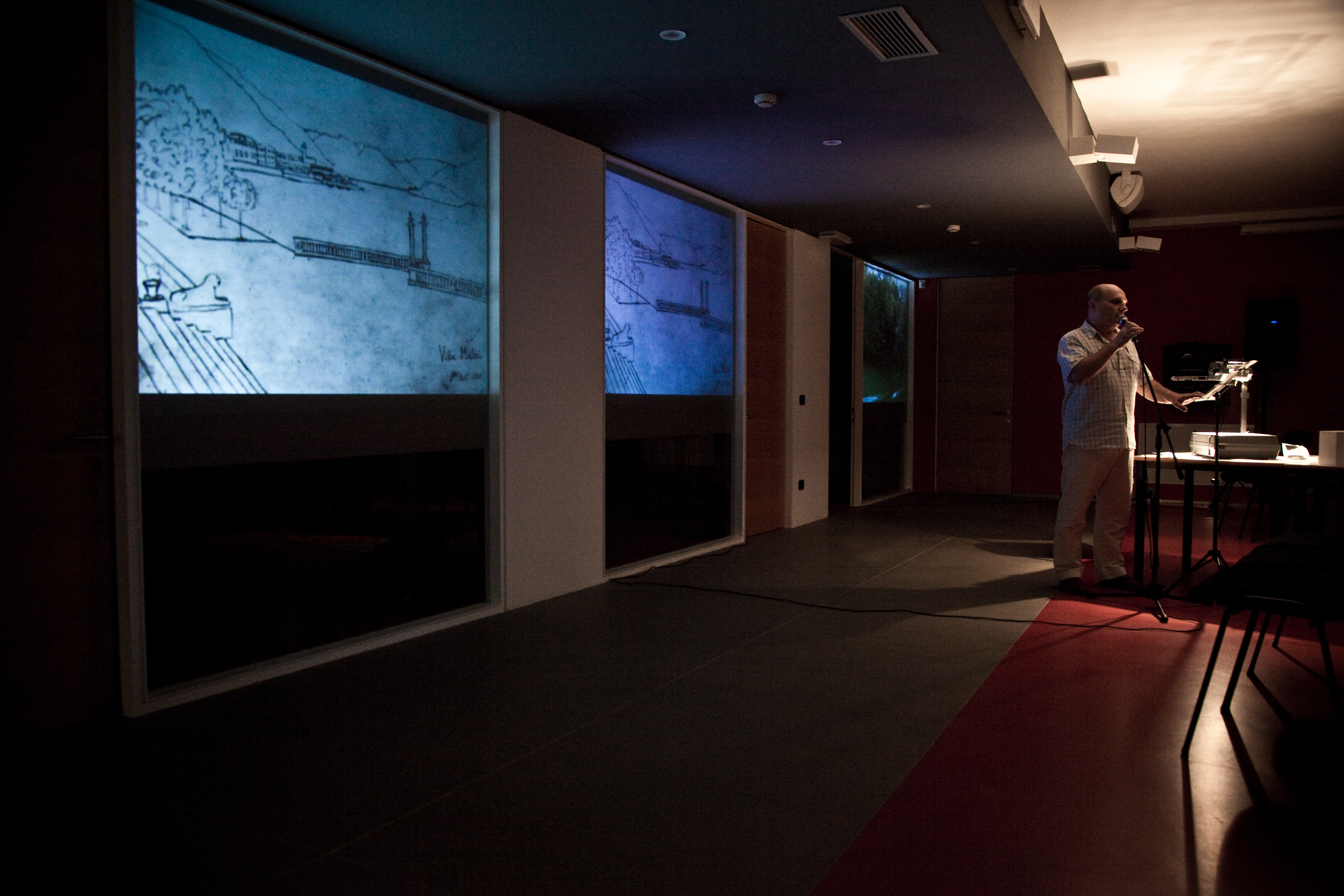
Warburghiana.
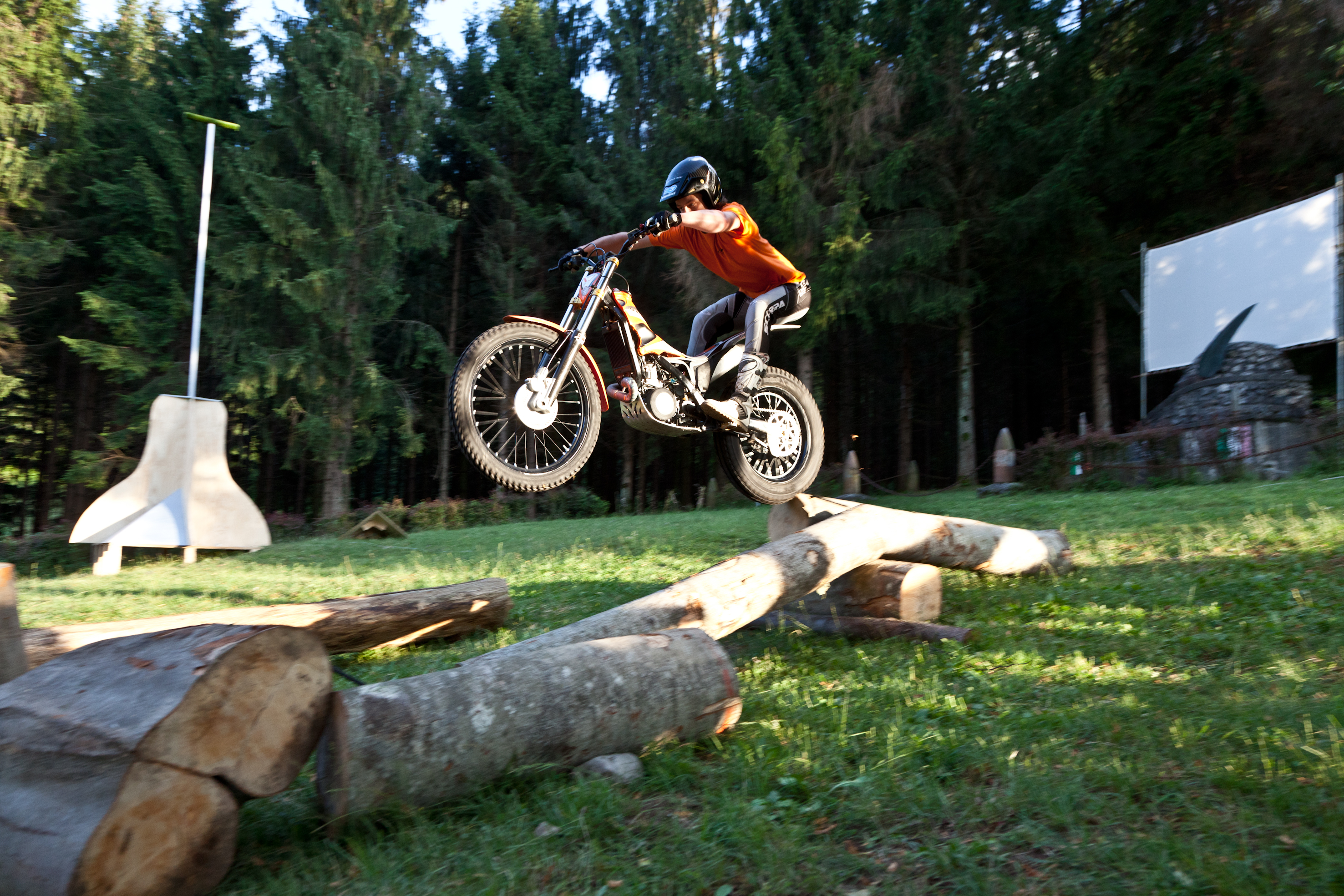
Invernomuto.
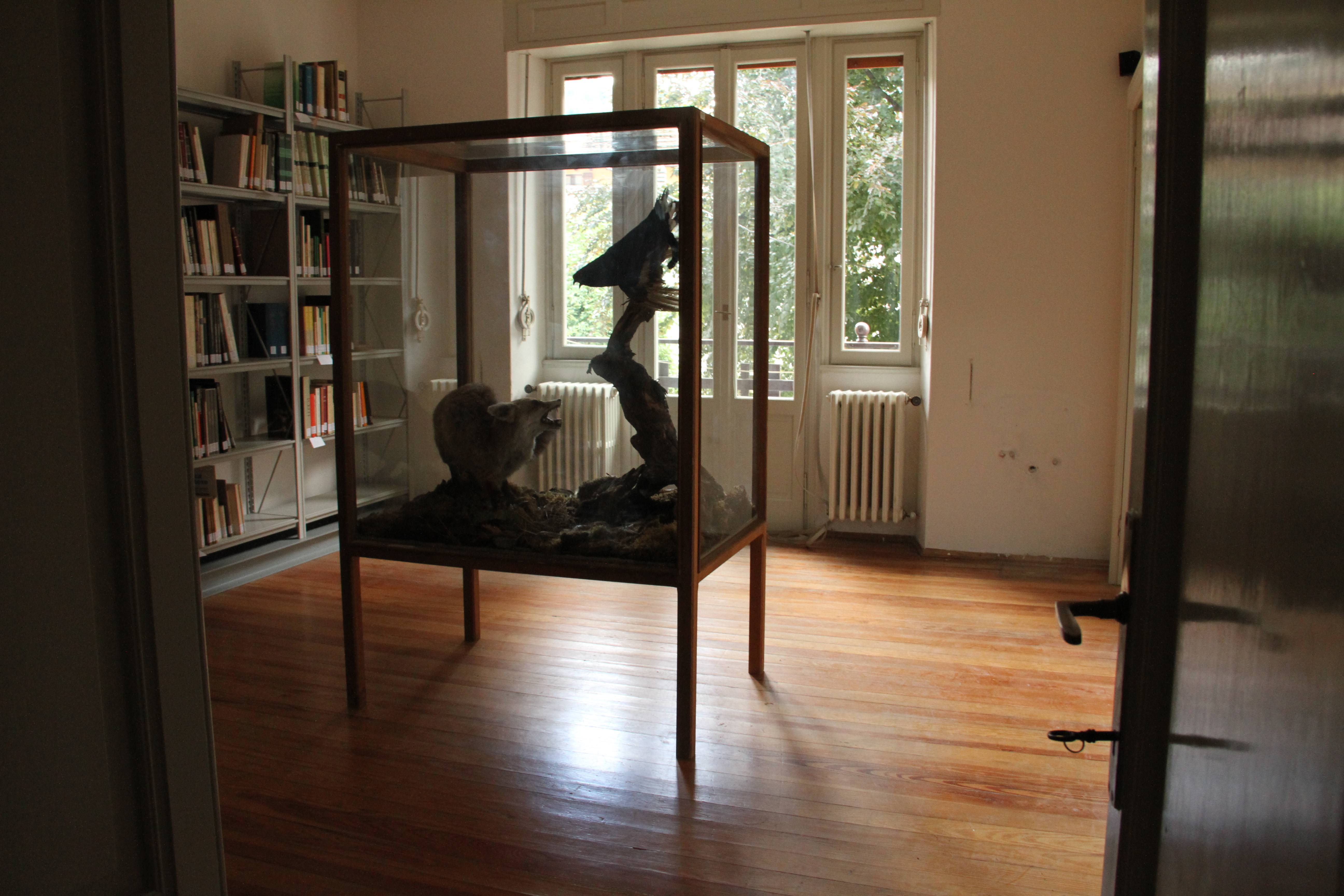
Roberto Paci Dalò.
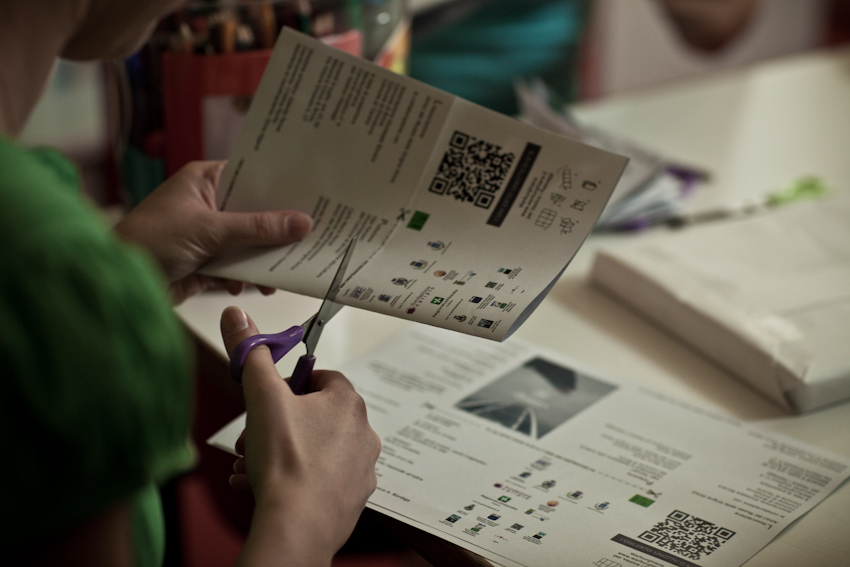
Antonio Scarponi.

## Демография
Динамика населения:

## Викимания 2016
Данный населённый пункт был выбран сообществом Викимедиа для проведения ежегодного международного события «Викимания 2016», которое состоялось, с 22 по 28 июня 2016 года.

## Администрация коммуны
- Официальный сайт: http://www.comune.esinolario.lc.it/